# Zisterzienserinnenabtei Aywiers

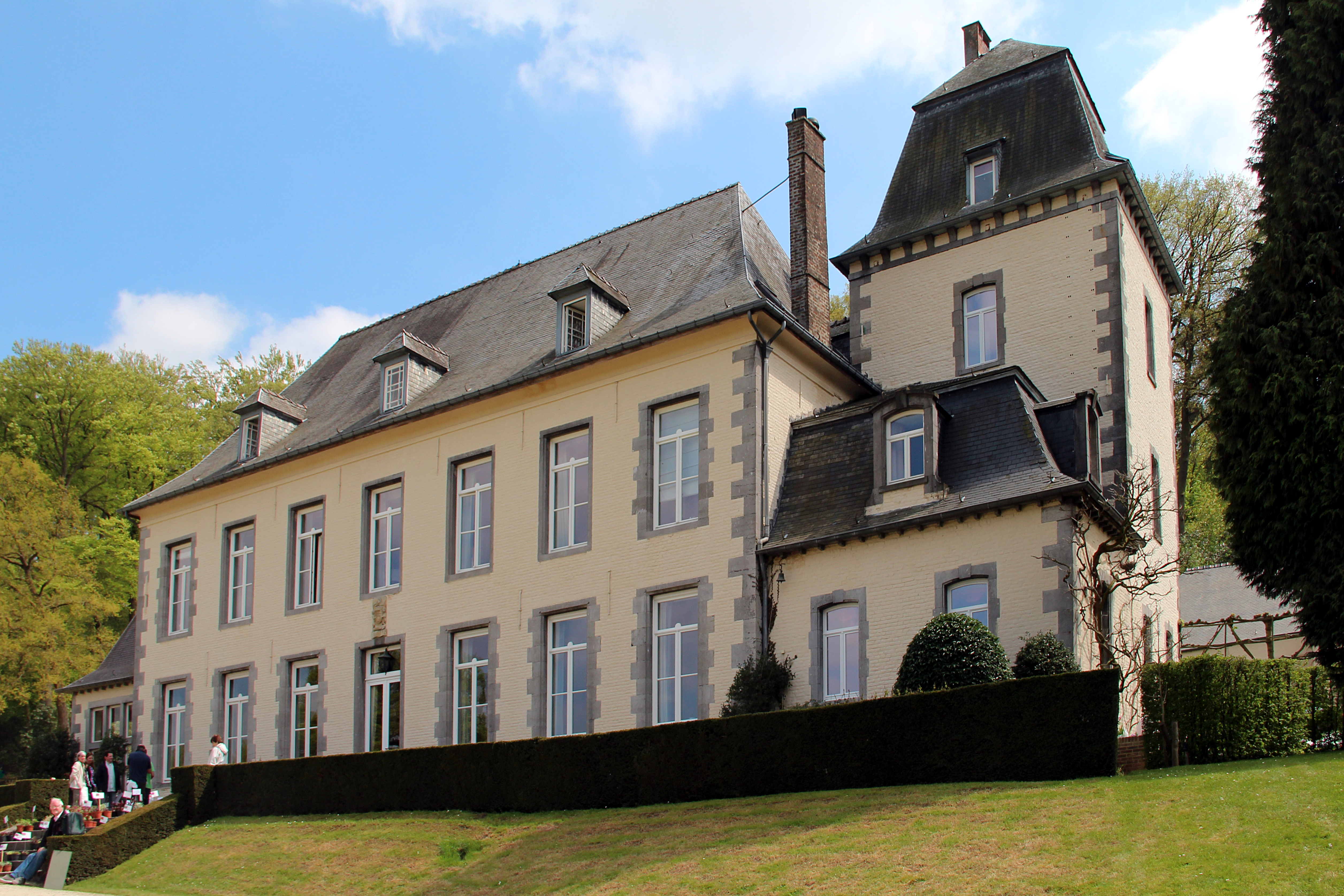
Ehem. Abtspalais

Die Zisterzienserinnenabtei Aywiers (französisch: Aywières) war von 1215 bis 1796 ein Kloster der Zisterzienserinnen in Couture-Saint-Germain, Lasne, südöstlich Waterloo, Provinz Wallonisch-Brabant, in Belgien.

## Geschichte
Das 1202 in Awirs, westlich Lüttich, gestiftete Kloster ging 1210 nach Lillois, heute Lillois-Witterzée, Braine-l’Alleud, und 1215 endgültig nach Lasne, wo es (in Abwandlung des Ursprungsnamens) den Namen Aywiers annahm. Die heilige Mystikerin Lutgard von Tongern (1182–1246) trat 1208 in Awirs in das Kloster ein und starb 38 Jahre später in Aywiers. Das Kloster wurde mehrfach zerstört und wieder aufgebaut. Im Zuge des Vordringens der Französischen Revolution wurde es 1796 geschlossen und überwiegend abgebaut. Der verbleibende Park (7 Hektar) mit den Restgebäuden (u. a. Lutgard-Portal) ist nur beschränkt zugänglich.